# 第166步兵師 (德國國防軍)
德國國防軍陸軍第166步兵師（德語：166. Infanterie-Division）是納粹德國國防軍陸軍的一個步兵師。該師於1939年10月在比勒费尔德組建。
該師組建時，稱為第6軍區第2後備部隊指揮官（德語：Kommandeur der Ersatztruppen 2 des Wehrkreis VI），同年11月改編為第166師（德語：166. Division），同年12月改編為166號師（德語：Division Nr. 166）。
1943年10月，該師改編為第166後備師（德語：166. Reserve-Division）。
1945年3月，該師改編為第166步兵師。
該師最後於1945年5月德國投降後解散。

## 註腳
1. ↑  Mitcham（2007年）